# Lars Hall

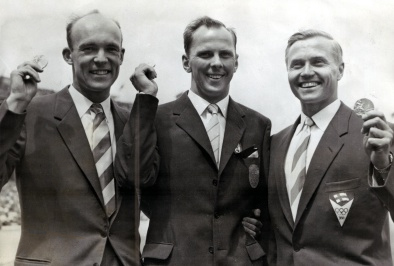
Lars Hall (Mitte) 1956, mit Olavi Mannonen (links) und Väino Korhonen (rechts)

Lars Göran Ivar Hall (* 30. April 1927 in Karlskrona; † 26. April 1991 in Täby) war ein schwedischer Moderner Fünfkämpfer. Er gewann bei zwei Olympischen Spielen die Goldmedaille in der Einzelwertung.
Hall war ausgebildeter Zimmermann. Nachdem er bei der schwedischen Flotte mit dem Sport begonnen hatte, setzte er seine Laufbahn auch nach seinem Ausscheiden fort. 1950 und 1951 siegte Hall in der Einzelweltmeisterschaft, mit der schwedischen Mannschaft wurde er 1949, 1950, 1951 und 1953 Weltmeister.
Bei den Olympischen Spielen 1952 in Helsinki gewann er die Einzeldisziplinen Reiten und Schwimmen, wurde Siebter im Fechten, Achter im Laufen und Fünfzehnter im Schießen. 1952 wurden die Platzierungen in diesen Disziplinen addiert. Mit 32 Punkten gewann Hall Gold vor dem Ungarn Gábor Benedek. In der Mannschaftswertung gewannen die Ungarn mit 166 Punkten vor den Schweden mit 182 Punkten. Hall war der erste Olympiasieger im Modernen Fünfkampf, der diesen Titel nach der Beendigung seiner Militärzeit gewinnen konnte. Bis dahin hatten Berufsoffiziere vorgeherrscht.
Ab 1954 zählten nicht mehr die Platzierungen, es wurde eine Punktwertung eingeführt. In diesem Jahr brach die schwedische Siegesserie bei den Weltmeisterschaften ab, die schwedische Mannschaft gewann nur Bronze, obwohl Björn Thofelt Weltmeister in der Einzelwertung werden konnte. Bei den Olympischen Spielen 1956 in Melbourne konnte Lars Hall seinen Erfolg von 1952 wiederholen. Er gewann mit 4833 Punkten vor dem Finnen Olavi Mannonen mit 4774,5 Punkten. In der Mannschaftswertung konnten sich die Schweden nicht platzieren, weil Björn Thofelt beim Reiten zweimal stürzte und aufgab.
Lars Hall erhielt für seinen zweiten Olympiasieg 1956 die Svenska-Dagbladet-Goldmedaille, gemeinsam mit dem Skiläufer Sixten Jernberg.